# Fargues-sur-Ourbise
Fargues-sur-Ourbise (okzitanisch: Hargas d'Orbise) ist eine Gemeinde mit 341 Einwohnern (Stand: 1. Januar 2022) in Frankreich im Département Lot-et-Garonne in der Region Nouvelle-Aquitaine. Die Gemeinde gehört zum Arrondissement Nérac und zum Kanton Les Forêts de Gascogne. Die Einwohner werden Farguais genannt.

## Geografie
Fargues-sur-Ourbise liegt etwa 37 Kilometer westlich von Agen. Im Gemeindegebiet entspringt der Ourbise. Umgeben wird Fargues-sur-Ourbise von den Nachbargemeinden La Réunion im Norden und Nordwesten, Anzex im Norden, Caubeyres im Osten und Nordosten, Ambrus im Osten, Pompiey im Südosten, Durance im Süden, Boussès im Süden und Südwesten, Houeillès im Westen und Südwesten sowie Pompogne im Westen.

## Bevölkerungsentwicklung
| Jahr                       | 1962 | 1968 | 1975 | 1982 | 1990 | 1999 | 2006 | 2018 |
| Einwohner                  | 354  | 347  | 436  | 403  | 283  | 287  | 358  | 346  |
| Quellen: Cassini und INSEE |      |      |      |      |      |      |      |      |

## Sehenswürdigkeiten
- Kirche Saint-Cyr, Monument historique

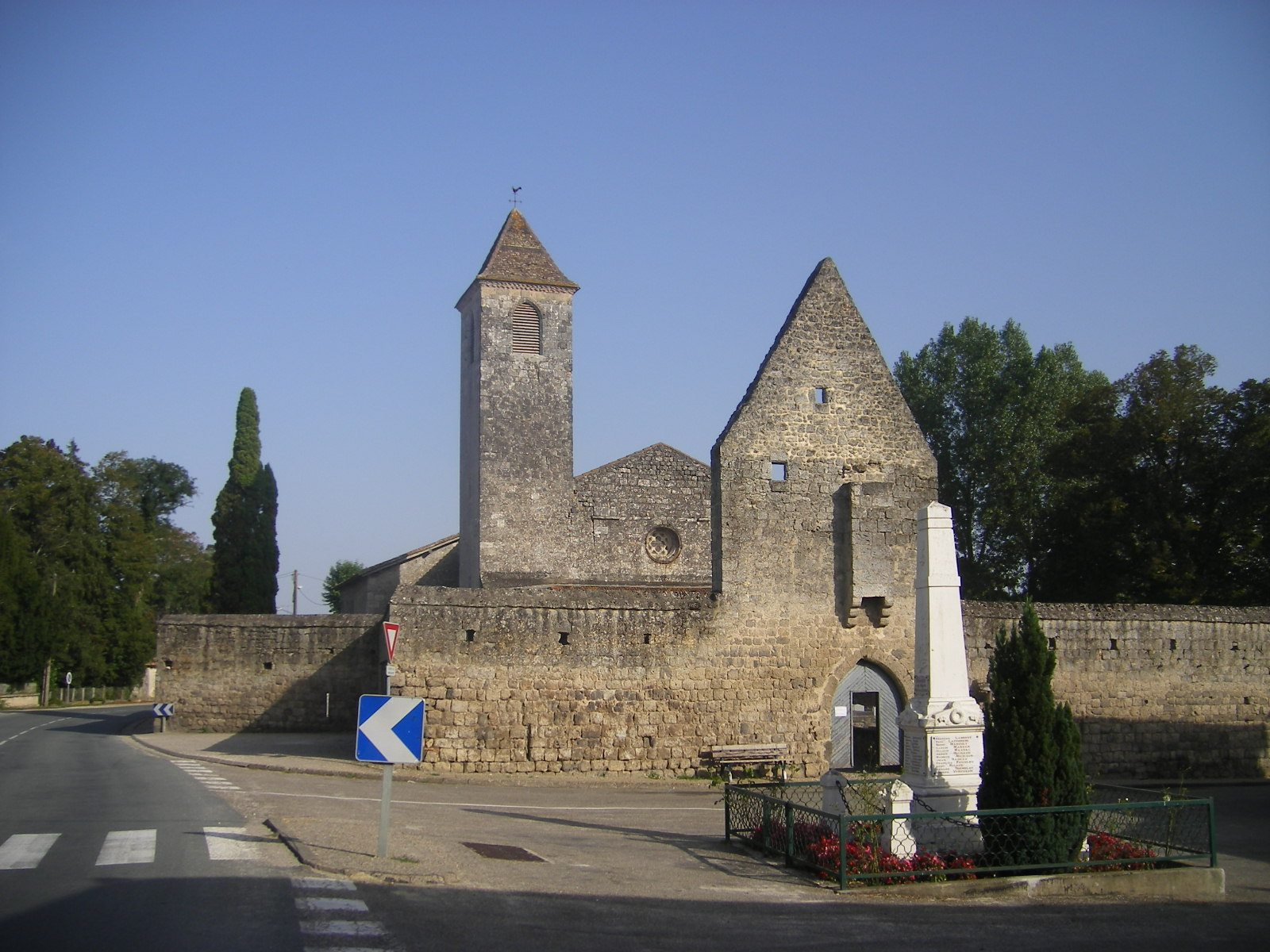
Kirche Saint-Cyr

- Turm von Avance
- Dorf Saint-Julien mit Kirche

## Trivia
Fargues-sur-Ourbise wird die Spargelhauptstadt von Frankreich genannt.